# Великокомарівка
Великокома́рівка (в минулому — Касель (до 01.02.1945), Комарівка) — село в Україні, у Великомихайлівській селищній громаді Роздільнянського району Одеської області. Населення становить 1278 осіб.
До 17 липня 2020 року було підпорядковане Великомихайлівському району, який був ліквідований.

## Історія
Станом на 1886 у німецькій колонії Касель, центрі Касельської волості Тираспольського повіту Херсонської губернії мешкало 2318 осіб, налічувалось 257 дворових господарств, існували лютеранська церква, реформатський молитовний будинок, школа, 4 лавки, відбувались базари через 2 тижні щопонеділка.
Під час організованого радянською владою Голодомору 1932—1933 років померло щонайменше 5 жителів села.
В 1961—2015 роках орган місцевого самоврядування — Великокомарівська сільська рада.

## Населення
Згідно з переписом 1989 року населення села становило 1183 особи, з яких 541 чоловік та 642 жінки.
За переписом населення 2001 року в селі мешкало 1239 осіб.

### Мова
Розподіл населення за рідною мовою за даними перепису 2001 року:
| Мова       | Відсоток |
| ---------- | -------- |
| українська | 86,38 %  |
| російська  | 8,76 %   |
| молдовська | 3,05 %   |
| вірменська | 0,86 %   |
| болгарська | 0,47 %   |
| білоруська | 0,16 %   |
| німецька   | 0,16 %   |